# Ebberöds bank (film, 1935)
Ebberöds bank är en svensk komedifilm från 1935 i regi av Sigurd Wallén. I huvudrollerna ses Sigurd Wallén, Birgit Tengroth, Bengt Djurberg, Åke Söderblom och Eric Abrahamsson. 

## Handling
Ebberöds fattige skräddare får besök av sin amerikanske kusin. I sin resväska säger kusinen sig ha tagit med aktier för 20 miljoner och mjölnaren, slaktaren och en rik änka bestämmer sig för att öppna en bank med skräddaren som bankdirektör och hans assistent blir kamrer. 
Den nya banken lånar ut för 4 % och in för 8 %, vilket sätter fart på affärerna. De som frågar om affärsmässigheten i detta får endast svammel till svar. De goda affärerna gör dock att en större bank hotas av konkurs.

## Om filmen
Filmen premiärvisades annandag jul 1935. Stockholmspremiär på biograf Skandia vid Drottninggatan. Inspelningen skedde i Filmstaden Råsunda med exteriörer från Kosta, Lessebo och Strängnäs av Elner Åkesson. 
Som förlaga har man Axel Breidahls och Axel Frisches folklustspel Ebberöds bank som fick sitt första svenska teateruppförande på Södra Teatern i Stockholm 1923. Pjäsen har filmats tre gånger i Sverige och en gång Danmark.   
Uttrycket "Ebberöds bank" har blivit bevingat och betyder en företeelse i affärsvärlden som helt saknar utsikt att bli lönsam. Filmen har visats vid ett flertal tillfällen i SVT.

## Rollista i urval
- Sigurd Wallén – Petter Wiggberg, skräddarmästare
- Birgit Tengroth – Ellen Wiggberg, Petters äldsta dotter
- Bengt Djurberg – John Andrew/Johan Anders, Petters kusin, svensk-amerikan
- Eric Abrahamsson – Klas Bengtsson, mjölnare
- Julia Cæsar – änkefru Josefina Munkholm, kafé- och hotellinnehavarinna
- Edith Wallén – Karolina Wiggberg, Petters hustru
- Gösta Gustafson – Hans Mattsson, handlare
- Åke Söderblom – Anton, skräddargesäll
- Weyler Hildebrand – advokat Linder, representant för Sydköpings Sparbank
- Knut Frankman – stins
- Bellan Roos – Hulda, kaféservitris
- Tom Olsson – Petters och Karolinas yngste son
- Sven-Eric Carlsson – en av Petters och Karolinas söner
- Lennart Berns – en av Petters och Karolinas söner
- Artur Cederborgh – ordföranden i styrelsen för Sydköpings Sparbank
- Emil Fjellström – Anders Lundgren, arbetslös bankkund
- Wiktor "Kulörten" Andersson – Ebberödsbo
- Tyra Leijman-Uppström – fru Andersson, barnmorska, bankkund
- Albin Erlandzon – skomakare Hägglund, bankkund
- Helga Brofeldt – fru Sjökvist, Ebberödsbo och bankkund
- Carl Ericson – styrelseledamot i Sydköpings Sparbank
- Axel Lindberg – diversehandlare i Ebberöd
- Victor Thorén – skomakare i Ebberöd
- Emmy Albiin – Ebberödsbo på järnvägsstationen
- Hjördis Gille – Ebberödsbo
- Erik Forslund – Ebberödsbo och bankkund
- Mona Geijer-Falkner – bankkund
- Ossian Brofeldt – Ebberödsbo
- Ruth Weijden – bankkund
- Helge Andersson – bankkund
- Sickan Castegren – bankkund
- Ida Otterström – Ebberödsbo
- Estery Ericsson – Ebberödsbo
- Millan Fjellström – Ebberödsbo
- Tor Borong – ordningsvakt utanför banken
- Wilma Malmlöf – lomhörd bankkund

## Musik i filmen
- Ebberödsmarschen, kompositör Jules Sylvain, instrumental.
- Yankee Doodle, instrumental.
- Mélodie d'amour (Kärlekens melodi), kompositör Jules Sylvain, text Valdemar Dalquist och Jokern, instrumental.
- Liten julvisa (Raska fötter springa tripp, tripp, tripp!), kompositör Emmy Köhler, text Sigrid Sköldberg-Pettersson, framförs med sång av en liten flicka.